# Ivan Crni
Ivan Crni odnosno Ivan Nenad (oko 1492., pretpostavlja se kod Lipova – kod Tornjoša 26. srpnja 1527.) (srp. Јован Ненад/Jovan Nenad, mađ. Fekete Iván, nje. Johann Nenad) je bio vođa kratkovjeke državine na području južne Ugarske.
Proslavio se uspješnim otporom turskoj invaziji. Dok su ugarski krajevi zapadno od prostora koje je kontrolirao Ivan Crni lako pali pod tursku vlasti nakon mohačke bitke 1526., njegova država se pokazala tvrdim orahom.
Sjedište svoje države je uspostavio u Subotici. Za savjetnike je uzeo franjevca iz Iloka Fabijana Literata i kapelana Ivana Dolića iz Bača.
U svojoj državi je Ivan Crni okupio i Hrvate i Srbe (izvori spominju Race, a to je bilo ime kojim su u Ugarskoj označavali sve Južne Slavene).
Ugarskim velikašima nije odgovarala pojava nove sile na njihovim posjedima, unatoč tome što im je ta sila obranila njihove posjede. Kasnije ga je napao Vladislav Csáky u travnju 1527.
Konačno se kod Seleša (Tiszaszőlős) srazio s vojskom Ivana Zapolje koju je vodio erdeljski vojvoda Petar Perényi. Nešto poslije se kod Sedfalve srazio s vojskom velikovaradinskog biskupa Emerika Czibaka i Petera Perenyija 25. srpnja 1527. gdje je pretrpio teški poraz.
Ivan Crni se povukao u Segedin gdje se išao pribrati i skupiti nove snage. Međutim, u tome ga je spriječio Zapoljin pristaša koji ga je ubio 26. srpnja 1527. kod Tornjoša.
Juraj Srijemac bilježi proturječnu informaciju koja tvrdi da je Ivan Zapolja Ivanu Crnom povjerio upravu Bačke, poslavši ga ad desolatam terram Bačka.
U srpskoj povijesnoj znanosti ga se prikazuje kao Srbina, što međutim nije pouzdano dokazano, jer nije vjerojatno da bi Srbin uzeo katoličke klerike za savjetnike umjesto pravoslavnih, a to je Ivan Crni upravo učinio.